# Гроулинг
Гро́улинг, или гро́ул (от англ. growling [ˈɡraʊlɪŋ] «рычание») — приём экстремального вокала, суть которого заключается в звукоизвлечении за счёт резонирующей гортани. Встречается в некоторых экстремальных музыкальных жанрах, в основном в трэш-, готик-, дэт-, грув- и дум-метале, а также в грайндкоре, металкоре и дэткоре, иногда в блэк-метале.

## История

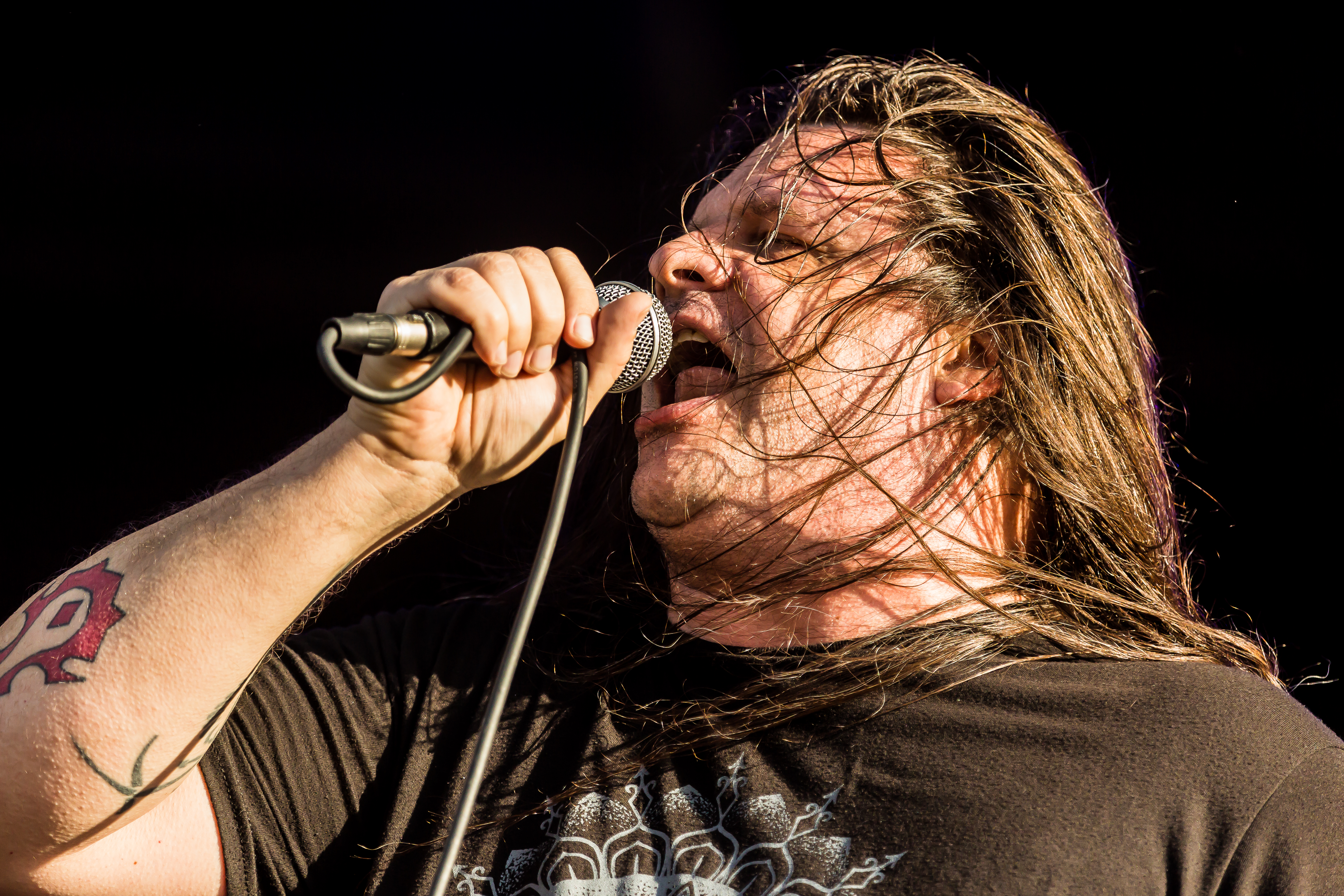
Джордж Фишер, вокалист Cannibal Corpse

Впервые использован группой Hellhammer в 1982 году. Позднее встречался в альбомах американских групп Possessed Seven Churches (1985), Death Scream Bloody Gore (1987) и Necrophagia Season of the Dead (1987). В готик-, дум-, дэт-метале широко применяется сочетание мужского гроулинга и высокого чистого женского вокала. В последнее время получает распространение женский гроулинг. В таких жанрах, как блэк-метал и дэт-метал, часто используется сочетание гроулинга и скриминга, причём в некоторых группах оба вокальных приёма применяются одним и тем же вокалистом. Появляется также всё больше вокалистов, использующих и гроулинг, и чистое пение, в основном, в жанрах трэш-метал, мелодик-дэт-метал и дум-метал. Многие дэт-метал группы часто совмещают гроулинг вместе с фолскордом. Среди известных исполнителей, использующих гроулинг, можно выделить Ангелу Госсов и Алиссу Уайт-Глаз (бывшую и нынешнюю вокалисток Arch Enemy), Чака Билли (Testament), Чака Шульдинера (Death), Стиана Торесена (Dimmu Borgir), Джорджа Фишера (Cannibal Corpse), Криса Барнса (ex-Cannibal Corpse, Six Feet Under), Рэнди Блая (Lamb Of God), Татьяну Шмайлюк (Jinjer), Дэвида Винсента (бывший вокалист Morbid Angel).
В жанрах готик-метал и симфоник-метал гроулинг нередко используется в сочетании с высоким, «оперным» женским сопрано. Такое сочетание называют «красавица и чудовище». Его использовали помимо прочих, группы Theatre of Tragedy (считается, что именно они в середине 90-х ввели его в моду), Therion, Nightwish, Within Temptation, After Forever, Epica, Leaves' Eyes.

## Техника

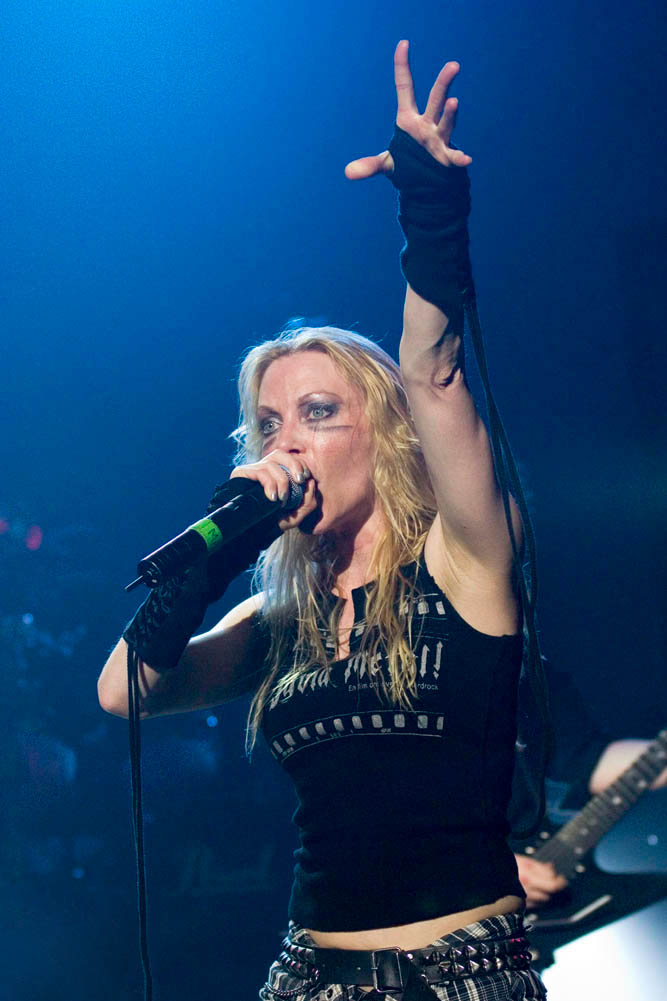
Ангела Госсов, вокалистка Arch Enemy. Женский и мужской гроулинг почти не отличается по звучанию

Научно гроулинг можно назвать диафрагмальным басом. Данный вокальный приём основывается на пении на опоре от диафрагмы при сильном выдохе воздуха из низа живота с дальнейшим резонированием всей гортани и речевого тракта. Мимика, положение головы и языка играют большую роль в звукоизвлечении. В силу физических особенностей гроулинга звук получается весьма низким по тону.
Близкая техника используется в стиле тувинского горлового пения «каргыраа». Монгольская фолк-металл-группа The Hu вместо гроулинга использует именно традиционное монгольское горловое пение.
У людей, недавно начавших использовать гроулинг, часто наблюдаются болевые ощущения в области гортани и горла, которые со временем проходят (сказывается неправильное звукоизвлечение). При неправильной постановке дыхания (то есть при частом вдохе-выдохе слишком большого объёма воздуха) возможно головокружение.
Пагубное влияние гроулинга на вокальные данные певца весьма условно (так как при правильном гроуле голосовые связки не участвуют в звукоизвлечении) и имеет место лишь при неправильной технике звукоизвлечения, излишнем напряжении, различных вирусных заболеваниях, болезнях горла.
Также во время гроулинга могут участвовать голосовые связки (при вибрации голосовых связок голос становится резким и неравномерным), но есть риск растяжения связок, из-за чего задействовать их во время звукоизвлечения не рекомендуется.
Данная певческая техника также хорошо подходит для тех, кто начал осваивать экстрим-вокал.
Правильная техника экстремального вокала строится на пропевании головным звуком на основных голосовых связках и расщеплении звука на ложных связках. При правильном балансе и резонансе (в случае достаточного развития голосового аппарата в целом) по ощущениям это сравнимо с обычным пением, только чуть выше происходит дополнительная вибрация. В источнике [7] доступны записи видео связок в процессе. Использование техник без уверенного использования певческой позиции может быть вредно, т.к. все расщепление будет выполняться на основных связках, что может вызвать их повреждение.

## Гуттурал
Гуттурал (от англ. guttural — «гортанный», «горловой») — вокальный приём в брутальном дэт-метале, дэткоре и грайндкоре, воспроизводящийся вибрационным напряжением связок на вдохе. Является самым низким из вокальных техник, использующихся в дэт-метале. Из-за неопределённого основного тона мелодии становятся невозможными, а слова нелегко понять. Для гуттурала характерно «утробное», «булькающее» и напоминающее отрыжку звучание. Данный приём может исполняться как на вдохе, так и на выдохе. Его часто путают с гроулингом, но гуттурал отличается иной техникой получения звука, крайне низкой тональностью, характерным утробным «бульканьем». Практически всегда исполнитель поёт гуттуралом без текста, но есть вокалисты, поющие и тексты: Жюльен Трушан из французской группы Benighted, Тору Нисимура (Кё) из японской рок-группы Dir en Grey, Фабио Марин из Internal Suffering, Майк Майевски из американской команды Devourment, Стево Доббинс из группы-родоначальницы горграйнда Impetigo, Патрик Шмид из швейцарской группы Clawerfield.
Впервые данный приём был применён вокалистом финской группы Demilich Антти Боманом в альбоме Nespithe (1993).

## См.также
- Горловое пение